# 南孟镇 (霸州市)
南孟镇，是中华人民共和国河北省廊坊市霸州市下辖的一个乡镇级行政单位。

## 行政区划
南孟镇下辖以下地区：
采油二厂社区、南孟村、和平村、李家营村、塔上村、西坨村、西头村、金各庄村、马坊村、中北岸村、东粉村、姜家营村、田各庄村、西北岸村、西陶村、西粉村、郭家务村、王村、披甲营村、宋村、任水村、罗卜营村、圈子村、安家营村、崔各庄村、沈家营村、扩大村、东头村、北落店村、东坨村和东陶村。